# ديفيد أركين
ديفيد أركين (بالإنجليزية: David Arkin)‏ مواليد 24 ديسمبر 1941 في لوس أنجلوس - الوفاة 14 يناير 1991 في لوس أنجلوس، هو ممثل أمريكي. بدأ مسيرته الفنية في سنة 1968.

## الأعمال
- هاواي فايف أو
- ماش
- ناشفيل
- كل رجال الرئيس

## روابط خارجية
- ديفيد أركين على موقع IMDb (الإنجليزية)
- ديفيد أركين على موقع أول موفي (الإنجليزية)
- ديفيد أركين على موقع قاعدة بيانات الأفلام السويدية (السويدية)
- ديفيد أركين على موقع قاعدة بيانات الفيلم (الإنجليزية)
- ديفيد أركين على موقع كينوبويسك (الروسية)